# Single per sempre?
Single per sempre? (Single All The Way) è un film del 2021 diretto da Michael Mayer.

## Trama
Peter è single da tempo e, stanco di farsi compatire dalla famiglia durante le festività natalizie, chiede al suo miglior amico Nick di trascorrere le vacanze con lui spacciandosi per il suo fidanzato. Il piano tuttavia deraglia rapidamente quando, una volta arrivati a casa dei genitori di Peter, i due scoprono che la madre del ragazzo gli ha organizzato un appuntamento al buio con James, un affascinante allenatore. Intanto Peter e Nick si accorgono di provare più che amicizia l'uno per l'altro, ma sono incerti se dare sfogo ai propri sentimenti per paura di rovinare il loro intenso rapporto.

## Produzione
Nel marzo 2021 Variety annunciò che Michael Mayer avrebbe diretto Single per sempre?, la prima commedia romantica natalizia con protagonisti omosessuali distribuita da Netflix. Il cast fu annunciato insieme al film, così come il coinvolgimento di Chad Hodge come sceneggiatore e produttore esecutivo e quello di Joel S. Rice in veste di produttore.

## Promozione
Il primo trailer del film è stato diffuso il 14 novembre 2021.

## Distribuzione
Single per sempre? è stato distribuito sulla piattaforma Netflix a partire dal 2 dicembre 2021.

## Accoglienza
Il film è stato accolto con recensioni miste da parte della critica. L'aggregatore di recensioni Rotten Tomatoes riporta il 60% delle critiche positive, con un punteggio di 6.3/10 basato su dieci recensioni. Metacritic riporta un punteggio di 49 su 100 basato su sei recensioni. Il San Francisco Chronicle ha lodato la sceneggiatura di Hodge e la chimica tra i due protagonisti, che invece è stata criticata dal New York Times.